# Maubec, Vaucluse
Maubec este o comună în departamentul Vaucluse din sud-estul Franței. În 2009 avea o populație de 1.877 de locuitori.

## Evoluția populației
| An        | 1975 | 1982 | 1990  | 1999  | 2006  | 2009  |
| --------- | ---- | ---- | ----- | ----- | ----- | ----- |
| Populație | 697  | 973  | 1.199 | 1.581 | 1.763 | 1.877 |